# Bertrand du Pouget

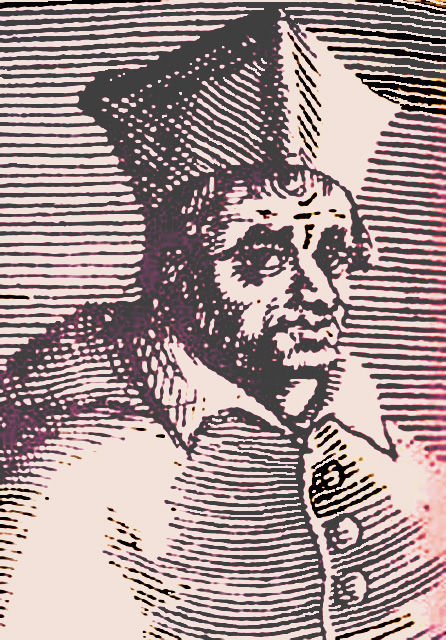
Kardinal Bertrand du Pouget

Bertrand du Pouget, italienisch Bertrando del Poggetto, deutsch Bertrand von Poietto (* ca. 1280 in Castelnau-Montratier; † 3. Februar 1352 in Villeneuve-lès-Avignon) war ein Kardinal der katholischen Kirche.

## Leben

Kardinalswappen

Der Neffe von Papst Johannes XXII. promovierte zum Dr. jur. und erhielt 1310 durch Papst Clemens V. ein Benefizium an der Kirche Sainte-Marie in Roquemaure. Als Dekan von Issigfeac wurde er 1316 Monsignore und dann Domkapitular des Metropolitankapitels von Narbonne und Archidiakon von Le Mans.
Papst Johannes XXII. erhob ihn am 17. Dezember 1316 zum Kardinalpriester der Titelkirche San Marcello. Von 1319 bis 1334 war er Päpstlicher Legat für Norditalien. Seit dem 18. Dezember 1327 Kardinalbischof von Ostia e Velletri, wurde er zugleich von 1327 bis 1334 Legat und Graf von Bologna. Seit 1332 war er Markgraf von Ancona und Graf der Romagna.
Du Pouget nahm an den Konklaven von 1334 und 1342 teil.